# Lavocatisaurus
Lavocatisaurus (il cui nome significa "lucertola di Lavocat") è un genere estinto di dinosauro sauropode rebbachisauride vissuto nel Cretaceo inferiore (Aptiano-Albiano), in quella che oggi la Formazione Rayoso, in Argentina. Il genere contiene una singola specie, ossia L. agrioensis.

## Descrizione
Lavocatisaurus è un sauropode di media taglia, il cui olotipo misura circa 12 metri (39,3 piedi) di lunghezza.
Gli autori della descrizione dell'animale sono stati in grado di stabilire alcune caratteristiche distintive, tra cui un'autapomorfia. I denti nella mascella sono molto più grandi di quelli della mandibola. Inoltre, esiste una combinazione unica di funzioni non uniche. La fenestra preantorbitale è molto sviluppata, proprio come in Nigersaurus. L'arcata dentaria della mandibola presenta una grande cavità nella parte superiore, proprio come in Demandasaurus e Nigersaurus, e presenta una proiezione verso il basso sul fondo interno. L'osso squamoso è allargato verso il basso, come in Limaysaurus. Lo zigomo è lungo e tocca lo squamoso, proprio come in Nigersaurus, ma manca il forame timico di quest'ultimo. Le vertebre centrali della coda possiedono sporgenze anteriori che sporgono quasi orizzontalmente in avanti.

### Scheletro

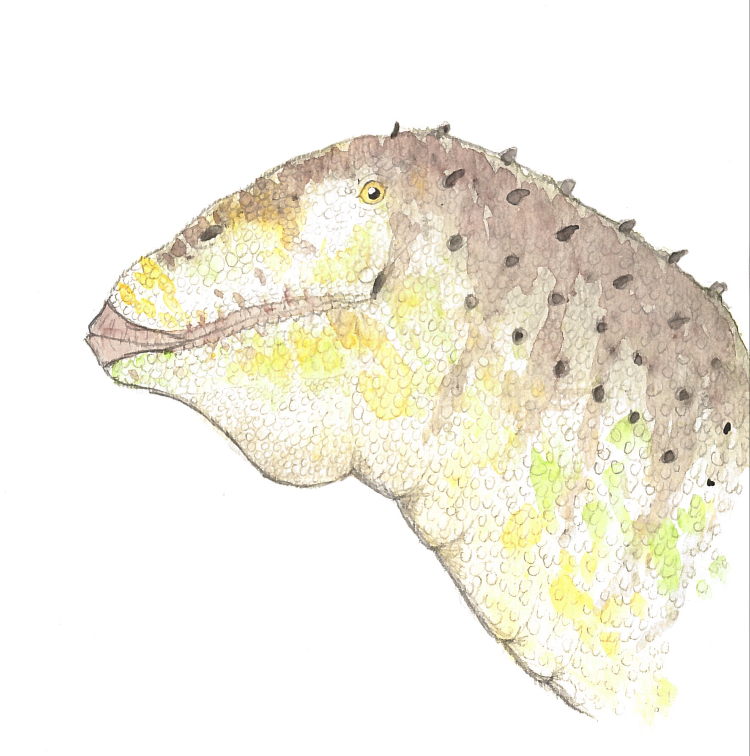
Ricostruzione della testa di Lavocatisaurus, in dettaglio la guaina cheratinosa che circonda la bocca

Il cranio di Lavocatisaurus è il primo cranio realmente conosciuto tra i rebbachisauridi basali, senza contare forme estremamente specializzate come Nigersaurus. Il cranio di Lavocatisaurus mostra che i rebbachisauridi avevano crani che, almeno in una vista laterale, erano molto simili a quelle dei diplodocidi; il cranio era allungato e pendente verso il basso, con un forte allargamento visibile in vista dorsale. La premascella è allungata e possiede quattro denti. Anche la mascella è allungata, e nella parte anteriore presenta un'apertura notevolmente grande che è stata interpretata come un fenestra preantorbitale. Tale apertura è ben sviluppata nei Diplodocidae e in alcuni titanosauri. La sua presenza in Lavocatisaurus e in Nigersaurus indicherebbe un suo sviluppo indipendente, e non è attribuibile ad una deformazione della fenestra antorbitale come precedentemente pensato. Tale apertura sembra una narice enorme ma la vera narice è una fessura molto più alta nel muso. La mascella contiene dodici denti che sono disposti trasversalmente in un allargamento frontale vicino alla premascella. I denti sono lunghi e appuntiti e diminuiscono in dimensioni man mano che si allontanano dalla premascella, ed hanno tutti una forma a scalpello. La mascella presenta un ramo ascendente lungo e sottile che separa la narice dalla fenestra antorbitale. Tra l'ultima apertura e la fenestra antorbitale inferiore vi è uno zigomo lungo e sottile, che raggiunge l'osso squamoso. Il cranio è così ben conservato per la maggior parte, che fornisce ulteriori prove che alcuni sauropodi avessero una guaina cheratinosa simile ad un becco che copriva la parte anteriore del muso.
La mandibola ha un profilo rettangolare con allargamenti trasversali e un "mento" prominente. La mandibola contiene 22 denti nella parte anteriore. Sono molto più piccoli dei denti della mascella superiori, molto più sottili, e da sette a otto volte più lunghi che ampi. Lo smalto è fortemente asimmetrico, cinque volte più spesso all'esterno che all'interno.
Il collo è relativamente corto con vertebre cervicali corte, con bobine pleuriche a forma di goccia singola. Sono stati tagliati dalla terza vertebra. I processi spinosi sono relativamente lunghi e gli epifisi non sono ben sviluppati.
La scapola presenta un forte allargamento rotondo all'estremità superiore, più visibile di quella dell'estremità inferiore. Il processo acromiale è ampio e si estende all'indietro a forma di uncino. L'omero è relativamente sottil. Il pettine deltopectoral è basso. La superficie articolare inferiore è piuttosto piatta.

## Classificazione
Nella loro analisi filogenetica Canudo et al. (2018) hanno classificato Lavocatisaurus all'interno della famiglia Rebbachisauridae, in una posizione basale. Nello specifico Lavocatisaurus è stato collocato in una posizione derivata rispetto ad altri rebbachisauridi basali, come il sister group di Khebbashia, il clade formato da Rebbachisaurinae e Limaysaurinae.

## Storia della scoperta

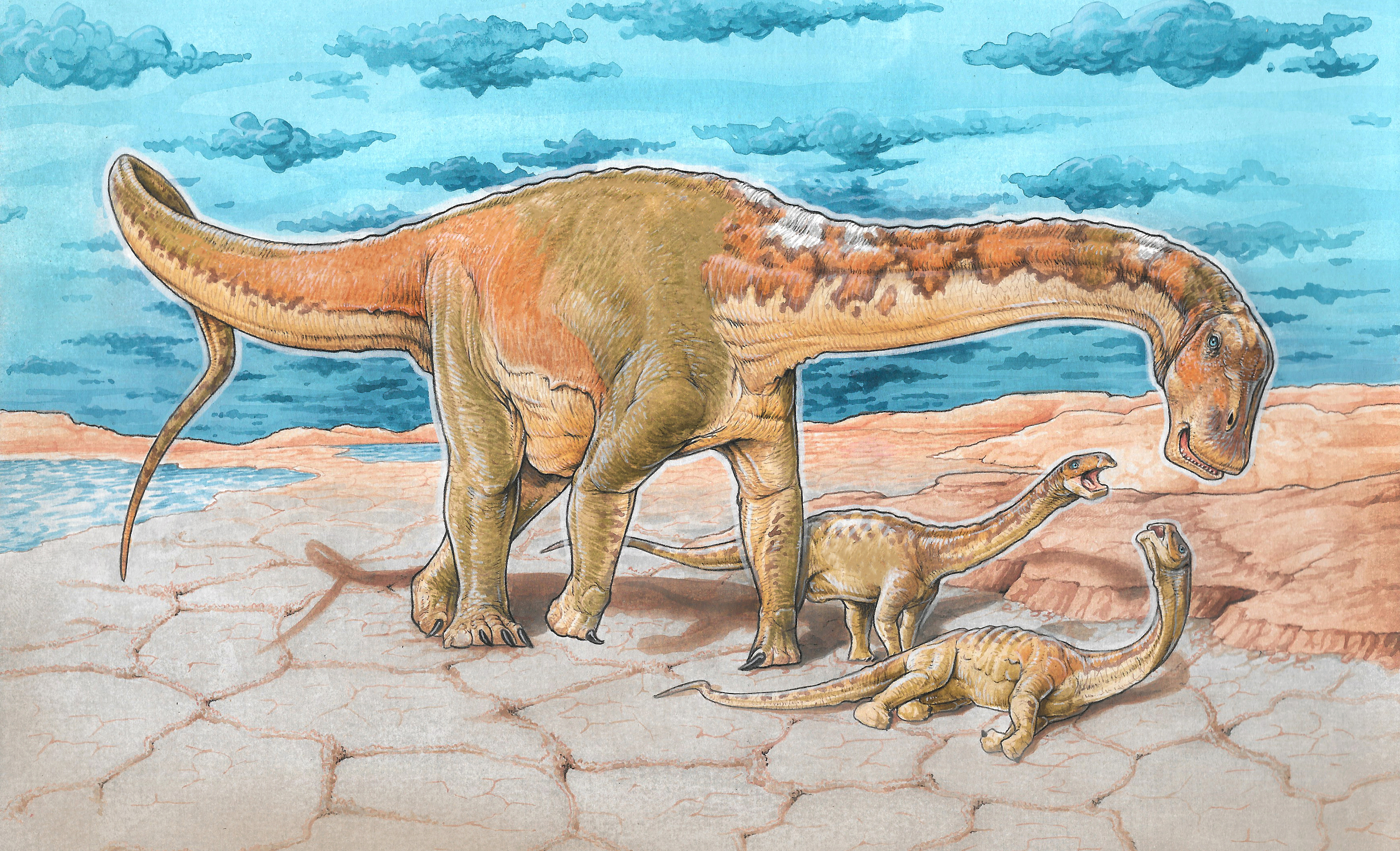
Ricostruzione di Lavocatisaurus, di Dibujo Gabriel Lio (2018)

Nel 2009, una spedizione ispano-americana esaminò il sito di Agrio del Medio, in Argentina, dove nel 1991 furono ritrovati i fossili del rebbachisauride Rayososaurus agrioensis. Con loro sorpresa, nello stesso sito rinvennero tre scheletri di un'altra specie di rebbachisauride, un esemplare adulto e due giovani. Questi esemplari vennero estratti nel 2010 e nel 2011. Nel 2012, i giovani esemplari sono stati in parte descritti da Leonardo Salgado dove sono stati temporaneamente assegnati al genere Zapalasaurus. Tuttavia, successive ricerche hanno dimostrato che si trattava di una specie ancora sconosciuta per la quale era auspicabile un nome specifico.
Nel 2018, la specie tipo Lavocatisaurus agrioensis è stata nominata e descritta da José Ignacio Canudo, José Luis Carballido, Aleberto Garrido e Salgado. Il nome generico, Lavocatisaurus, significa "lucertole di Lavocat" ed onora il defunto paleontologo francese René Lavocat, il paleontologo che nominò la specie tipo Rebbachisaurus. Il nome specifico, agrioensis, si riferisce invece al sito di Agrio del Medio, dove sono stati rinvenuti i tre esemplari.
L'olotipo, MOZ-Pv1232 , si trova in uno strato di arenaria proveniente dalla deposizione di Pichi Neuqén della formazione Rayoso, che risale all'Aptiano-Albiano. L'olotipo consiste in uno scheletro parziale comprendente cranio e mascelle inferiori. L'esemplare conserva: la premascella, entrambe le ossa mascellari con denti, l'osso zigomatico sinistro, l'osso squamoso, l'osso quadrato, entrambi i dentari, 23 denti, l'osso ioide, 11 vertebre cervicali, 28 vertebre caudali, scapola, costole, un omero, e un possibile radio. Lo scheletro era parzialmente correlato ad un'area di otto metri quadrati. L'olotipo rappresenta l'esemplare adulto. Tuttavia, è stato descritto solo brevemente poiché ancora in preparazione.
Gli esemplari giovanili rappresentano i paratipi. I numeri di inventario sono distribuiti sulle singole ossa. Il primo paratipo ha i seguenti numeri. L'esemplare MOZ-Pv 1248 è una vertebra cervicale posteriore. MOZ-Pv 1249 è un arco vertebrale di una vertebra cervicale. MOZ-Pv 1251 è l'arco vertebrale di una vertebra dorsale. Gli esemplari MOZ-Pv 1252, 1253 e 1254 sono vertebre anteriori caudali. MOZ-Pv 1255 è una scapola. MOZ-Pv 1267 è un osso sinistro del radio. MOZ-Pv 1257 è il primo piede medio destro. MOZ-Pv 1258 è, probabilmente, un quinto metatarso.
Anche il secondo paratipo non era articolato. Gli esemplari MOZ-Pv 1233 e 1250 sono corpi vertebrali dal collo. MOZ-Pv 1236 e 1237 sono pezzi di arco vertebrale del collo. MOZ-Pv 1238 e 1239 sono pezzi di arco vertebrale. MOZ-Pv 1240 è un corpo vertebrale della colonna vertebrale. MOZ-Pv 1241 è un lotto di nervature. MOZ-Pv 1242 è uno chevron. MOZ-Pv 1244 è il perone destro. MOZ-Pv 1245 è la tibia sinistra. MOZ-Pv 1246 è la fine di un osso metatarsale. MOZ-Pv 1247 è un pezzo di osso piatto ma non è stato possibile identificarlo. Tali ossa piatte sono nel cingolo scapolare e nel bacino.